# 六安国
六安国（りくあんこく）は、前漢に設置された藩国。現在の安徽省六安市に比定される。
紀元前121年（元狩2年）、膠東康王劉寄（景帝の子）の子である劉慶を六安王に封じ、六安国が設置された。11年（始建国3年）、新朝により廃止されている。

## 管轄県
- 六県
- 蓼県
- 安豊県
- 陽泉県
- 安風県

| 初代  | 劉慶 | -        | - |
| 第2代 | 劉禄 | 六安夷王 | - |
| 第3代 | 劉定 | 六安繆王 | - |
| 第4代 | 劉光 | 六安頃王 | - |
| 第5代 | 劉育 |          | - |